# 1207
[[Категорија: 1207
.| ]]
Година 1207 (MCCVII) била је проста година која је почела у понедељак.

## Догађаји
- Википедија:Непознат датум — Као одговор на нове походе бугарског цара Калојана, латински цар Хенрик Фландријски склапа двогодишње примирје с Теодором I Ласкарисом.
- Википедија:Непознат датум — У борби с Бугарима погинуо је маркиз Бонифације од Монферата. Наследио га је Вилијам VI.
- 8. октобар Током опсаде Солуна Калојан је убијен од стране једног свог војводе. С њим је застала и бугарска офанзива и снажан полет обновљене бугарске државе. Наследио га је Борил.

### Децембар
- Википедија:Непознат датум — На двору Ремона VI од Тулуза убијен је папин посланик Петар. Због тога га је папа Иноћентије III екскомуницирао. Папа се залагао и за крсташки рат против албигеншких јеретика из Провансе.

## Рођења

### Фебруар
- 30. септембар — Џелалудин Руми, персијски песник и филозоф

### Октобар
- 1. октобар — Хенри III Плантагенет, енглески краљ (†1272)